# Кучма (головний убір)
Ку́чма — висока конусоподібна шапка або ковпак з баранячого хутра. Різновид східноєвропейського сільського головного убору. У XVII—XIX століттях була складовою народного костюму волохів (румунів, молдаван), мадярів, угорських половців, русинів (українців). Кучми були подібні на шапки кавказьких горців та на відомий в давнину «фригійський ковпак». Шапки з прямо зрізаним верхом називали також кучмами.

## Назва

### Етимологія
Слово кучма виводять від прасл. *kučьma, пов'язаного з *kuka, *kučerь. Менш ймовірна версія походження від угор. kucsma (яке здебільшого розглядається як українізм).

### У різних мовах
- Кучма (укр. кучма, угор. kucsma) — українська й угорська назва[2] .
- Кушма — (рум. кушмэ, cușmă; рум. cușmă, cujmă, căciulă, moțată) — волоська назва.
- Шубара (серб. шубара, šubara) — сербська назва.
- Ковпак, або калпак (болг. калпак) — болгарська і македонська назви.

## Опис
Козацькі шапки мали урізаний вверх з пришитим шликом, який звисав з лівого боку, де він прикріплювався до наголовника гапликом. Такі ж самі шапки зі шликом носили і чумаки. Шлик оздоблювали нашитим срібним або золотим хрестом і завершувався він золотою або срібною китичкою. Шлик був такого ж кольору, як і жупан, найчастіше червоного або синього кольору. На Київщині таку шапку зі шликом називали йоломом.

## Галерея

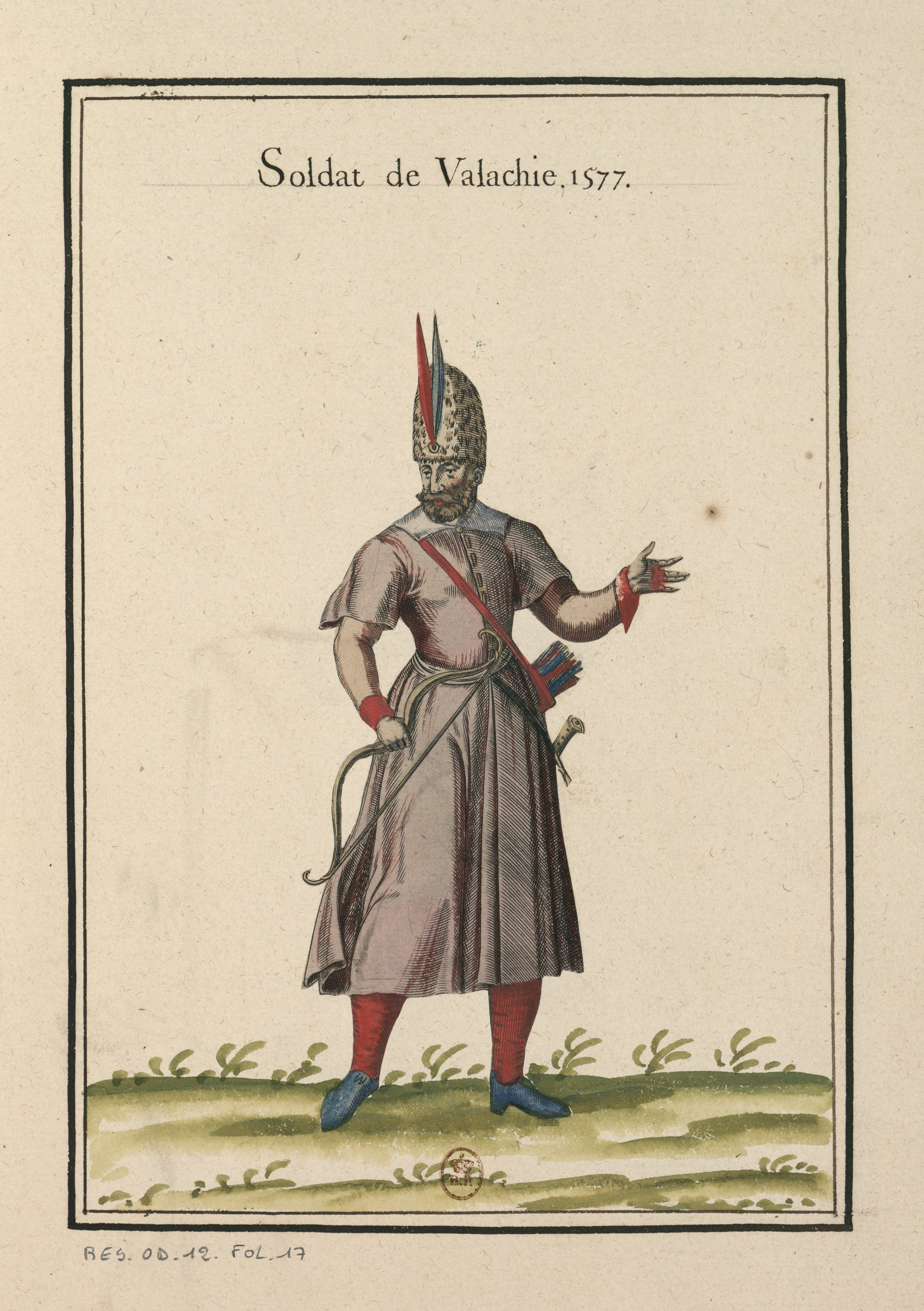
Волоський лучник
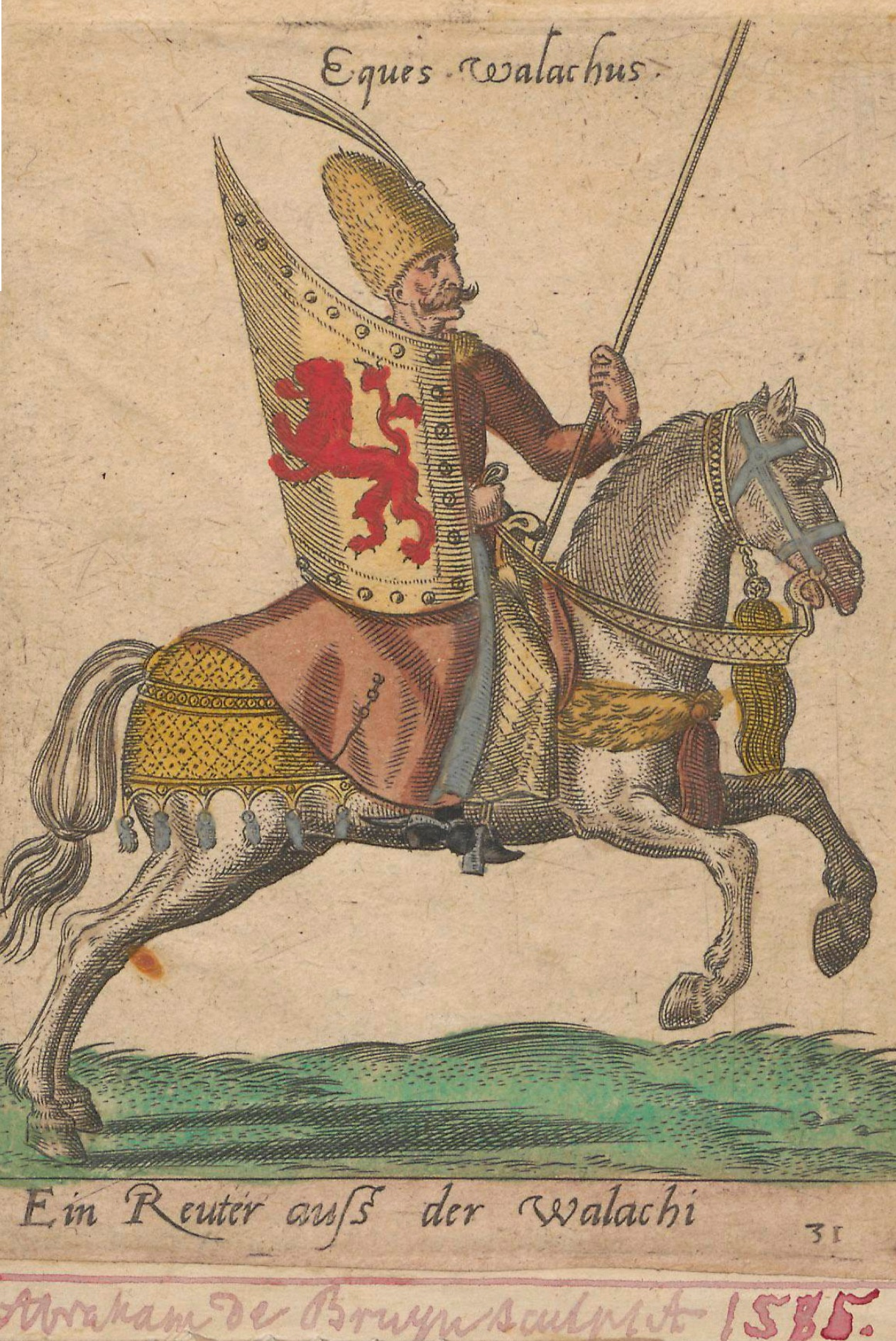
Волоський вершник
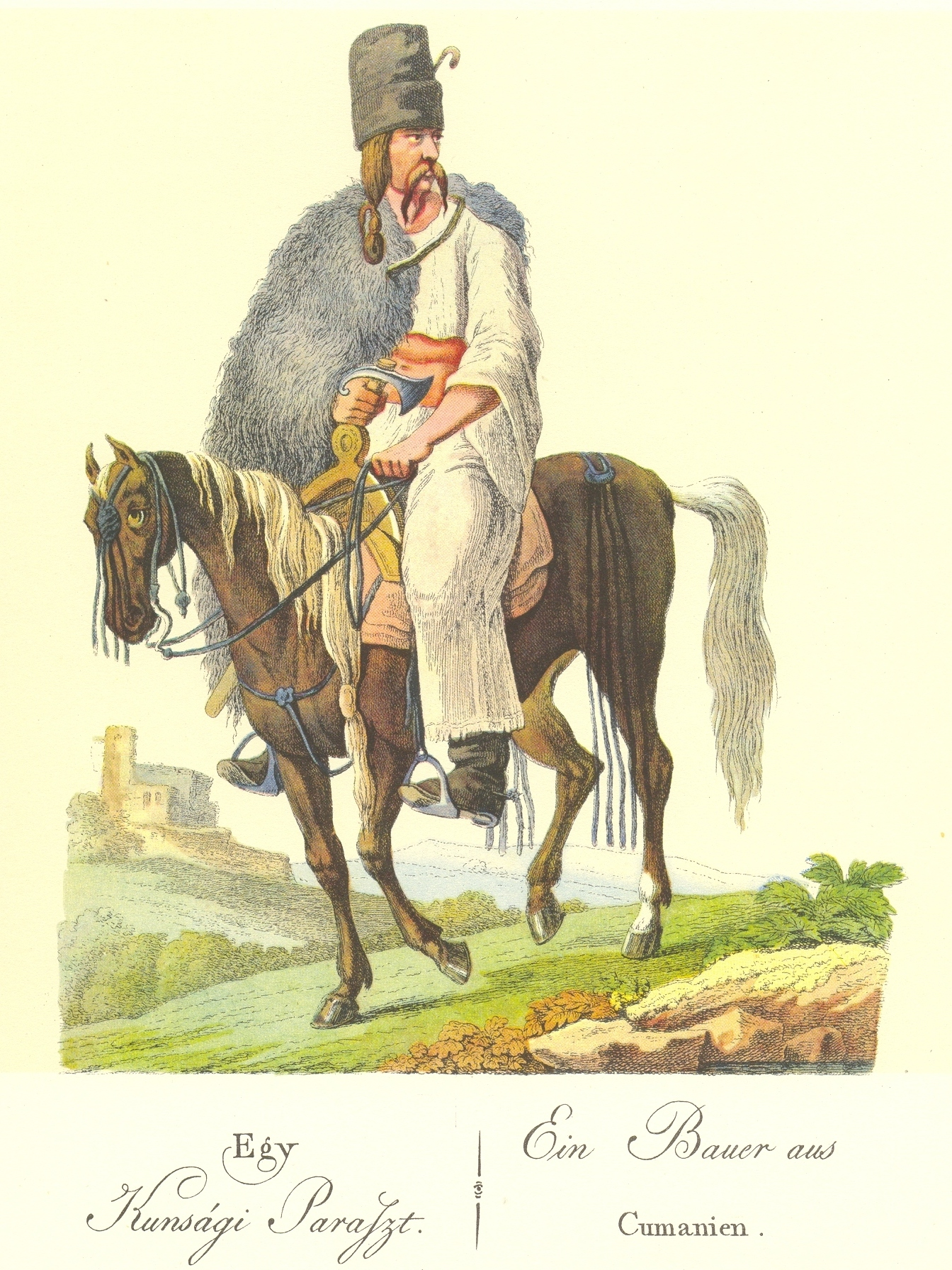
Угорський половець
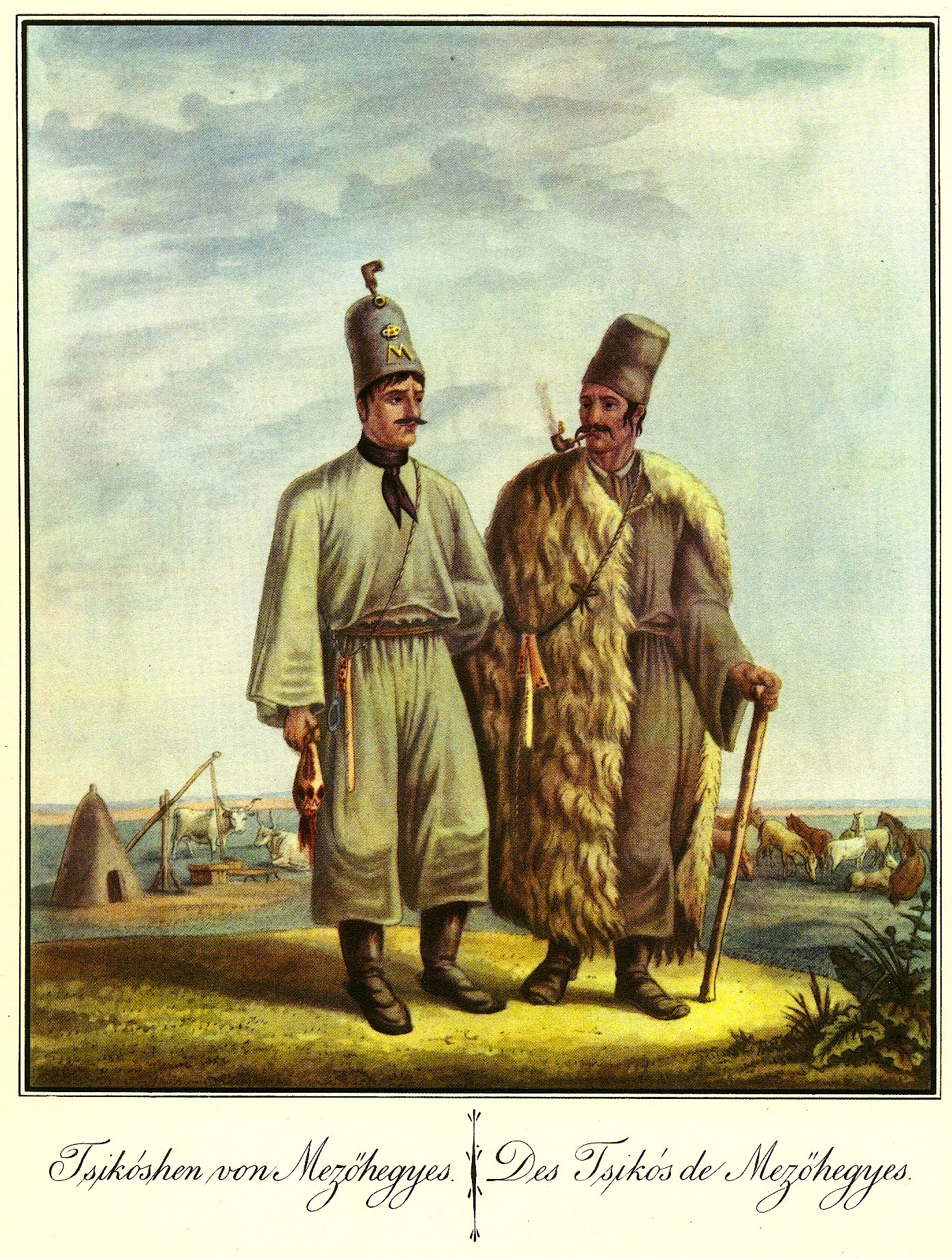
Угорці
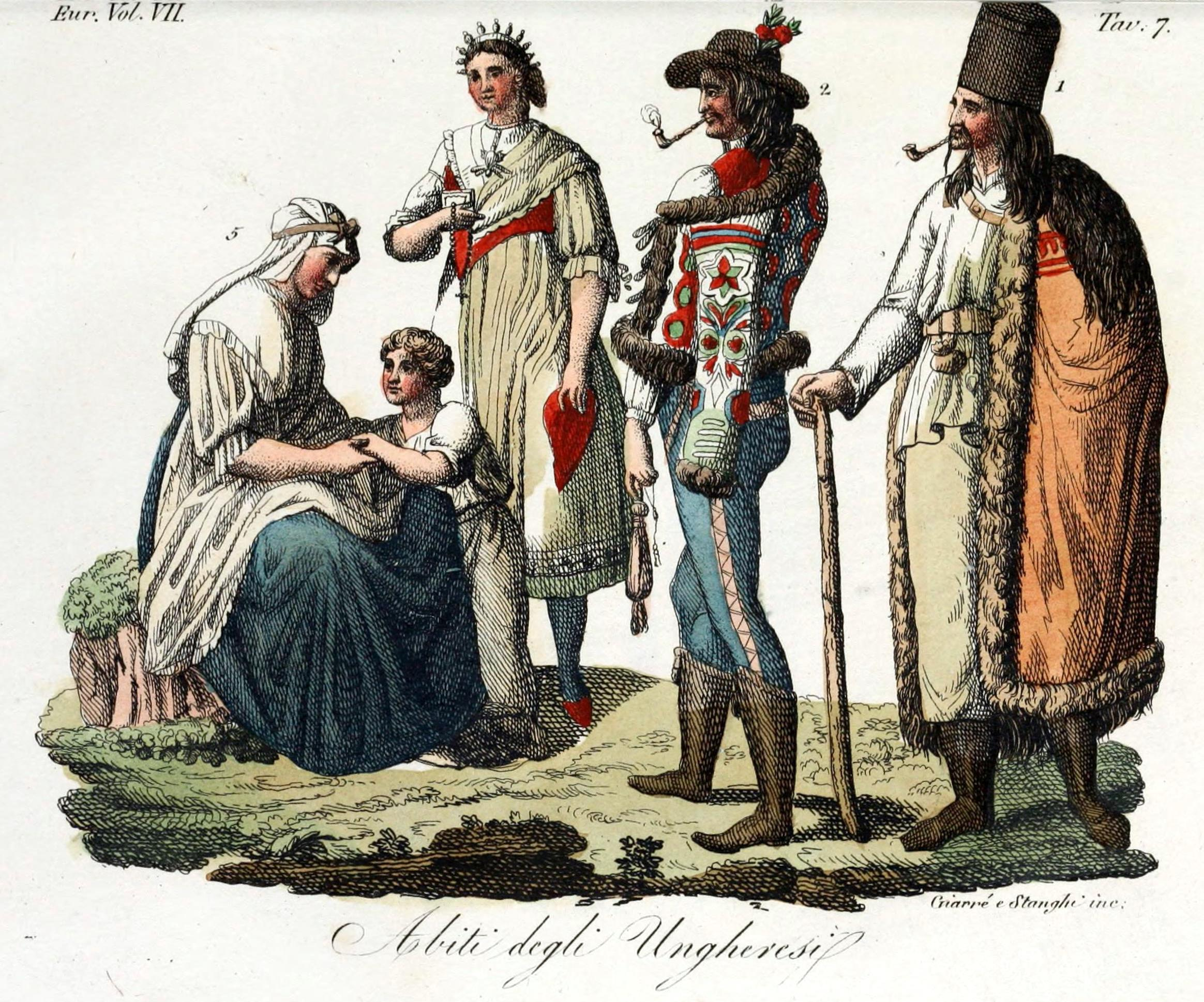
Угорці
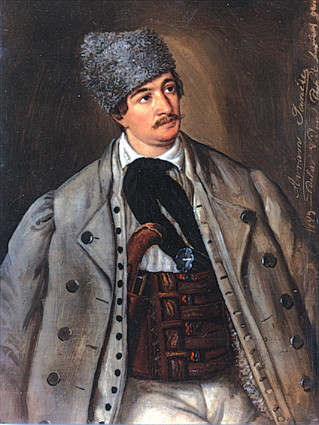
Аврам Янку
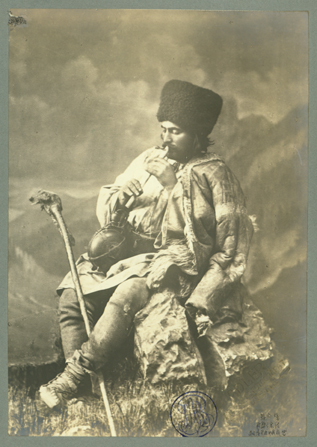
Трансильванський чабан
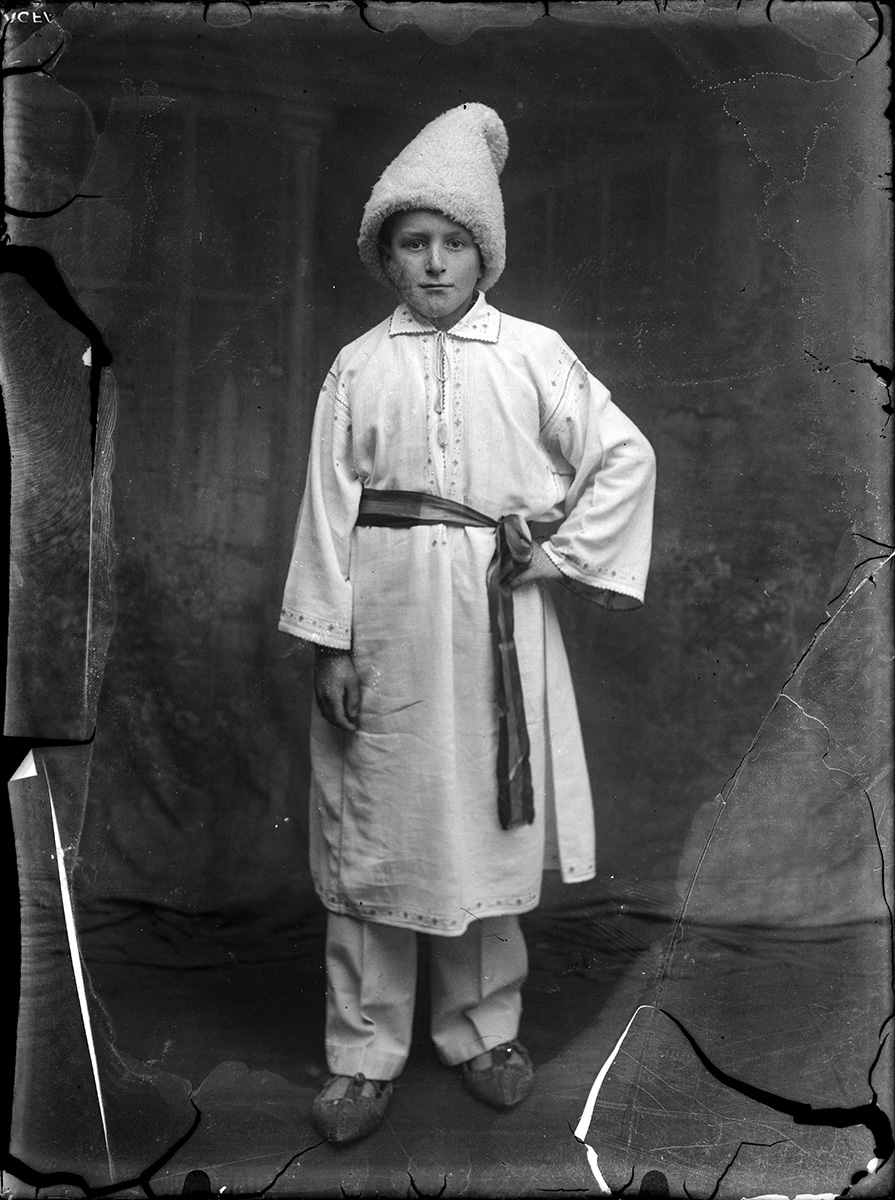
Румунський хлопець
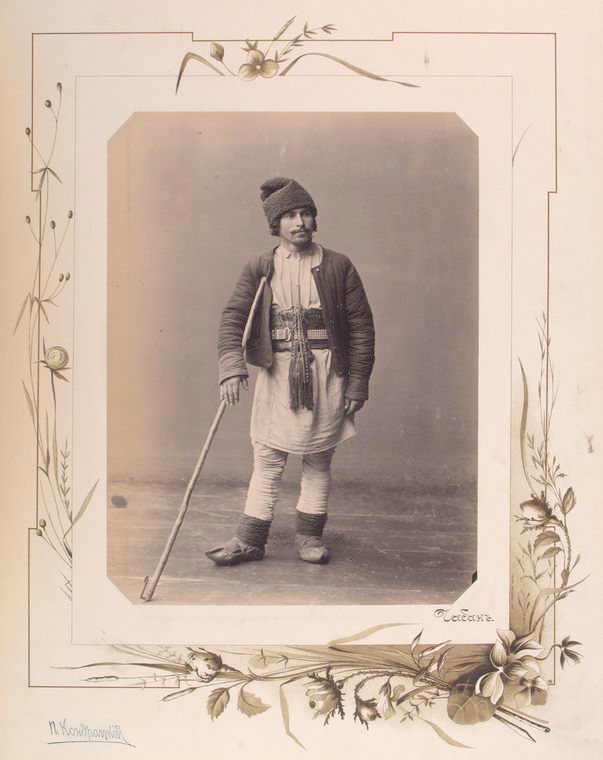
Молдаванин
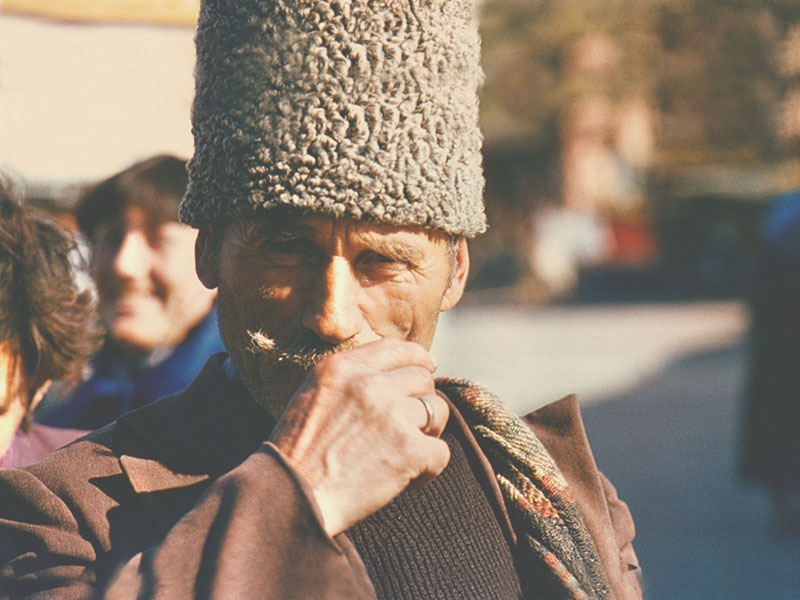
Молдаванин